# Bright Star Catalogue
De Bright Star Catalogue, ook wel bekend als de Yale Catalogue of Bright Stars of Yale Bright Star Catalogue, is een stercatalogus met een overzicht van alle sterren met een stellaire magnitude van 6,5 of helderder, en betreft ongeveer elke met het blote oog vanaf de aarde zichtbare ster. De catalogus is online beschikbaar in de 5e editie gebaseerd op verschillende bronnen. Hoewel de afkorting voor de catalogus BS of YBS is, wordt bij het verwijzen naar sterren die in de catalogus geïndexeerd zijn gebruikgemaakt van de letters HR voorafgaand aan het catalogusnummer. Deze letters verwijzen naar de voorganger van de catalogus uit 1908: the Harvard Revised Photometry Catalogue, die samengesteld werd door het Harvard College Observatory. De catalogus bevat 9110 objecten, waarvan er 9096 sterren zijn, 10 zijn nova of supernova, en 4 zijn niet-stellaire objecten. De vier niet-stellaire objecten zijn:
- bolvormige sterrenhoop 47 Tucanae (HR 95)
- bolvormige sterrenhoop NGC 2808 (HR 3671)
- open sterrenhoop NGC 2281 (HR 2496)
- open sterrenhoop Messier 67 (HR 3515)

De inhoud van de catalogus is een vast aantal ingangen, maar de gegevens worden bijgehouden, en er is een sectie met opmerkingen over de objecten, die sinds de eerste versie in 1930 gestaag verbeterd is. De versie van 1991 was de vijfde in de serie, een versie met een aanzienlijke verbetering van de opmerkingensectie. 